# Metal de transição interna
Metais de transição interna ou elementos de transição interna são os elementos de transição que apresentam um orbital f incompleto e pertencem ao bloco 3B da tabela periódica. 
Estão situados nos períodos 6 e 7 do grupo 3 (3 B). A denominação metal de transição interna provém do fato de serem elementos cuja diferenciação na configuração eletrônica ocorre num nível interno,ou seja, no antepenúltimo nível de energia (4f ou 5f). Aparecem separados do corpo principal da tabela periódica
Os elementos de transição interna são subdividos em duas séries:
Série dos lantanídios: Metais de transição interna de números atômicos 58 a 71
Série dos actinídios: Metais de transição interna de números atômicos 90 a 103
| Série       | Período | Grupo (3) |       |       |       |       |       |       |       |       |       |        |        |        |        |
| Lantanídeos | 6       | 57 La*    |       |       |       |       |       |       |       |       |       |        |        |        |        |
| Actinídeos  | 7       | 89 Ac**   |       |       |       |       |       |       |       |       |       |        |        |        |        |
|             | *       | 58 Ce     | 59 Pr | 60 Nd | 61 Pm | 62 Sm | 63 Eu | 64 Gd | 65 Tb | 66 Dy | 67 Ho | 68 Er  | 69 Tm  | 70 Yb  | 71 Lu  |
|             | **      | 90 Th     | 91 Pa | 92 U  | 93 Np | 94 Pu | 95 Am | 96 Cm | 97 Bk | 98 Cf | 99 Es | 100 Fm | 101 Md | 102 No | 103 Lr |